# Vincenzo Radicioni
Vincenzo Radicioni (Numana, 8 dicembre 1906 – 15 novembre 1988) è stato un vescovo cattolico italiano.

## Biografia
Vincenzo Radicioni nacque a Numana l'8 dicembre 1906.
Fu ordinato sacerdote il 1º maggio 1929.
Il 10 dicembre 1951 fu eletto vescovo delle diocesi unite in persona episcopi di Montalto e Ripatransone e abate dell'Abbazia di Montesanto, in sostituzione di monsignor Ossola, dimissionario per motivi di salute. Consacrato il 27 gennaio 1952, prese possesso delle due sedi rispettivamente il pomeriggio e la mattina del 19 marzo. Fu il penultimo vescovo delle due diocesi (definitivamente unificate sotto il successore Giuseppe Chiaretti), e qui svolse la sua intera carriera ecclesiastica, dimettendosi per raggiunti limiti d'età a decorrere dal 7 aprile 1983.
Peraltro, la sua attività fu fin dal principio indirizzata verso l'unificazione delle due diocesi, con spostamento della sede alla più popolosa San Benedetto del Tronto. Non la ottenne di persona, ma in extremis ne sancì le premesse, associando la sede sambenedettese a quella ripana proprio mentre cedeva la carica. Il progetto fu avviato già negli anni cinquanta, con l'organizzazione in San Benedetto di un Congresso eucaristico-catechistico interdiocesano, con la costruzione di un nuovo palazzo vescovile, e proseguì con l'elevazione in Concattedrale della chiesa di Santa Maria della Marina il giorno stesso della sua consacrazione solenne, l'11 febbraio 1973.
Questa chiesa, come del resto la storica Cattedrale ripana, fu, sotto il ministero di Radicioni, oggetto di importanti interventi di restauro. Ma se per la prima essi si conclusero (come già detto) con la conquista del nuovo rango di Concattedrale, per la seconda attirarono critiche e scontenti, soprattutto a causa della copertura di una serie di affreschi ottocenteschi del pittore Giuseppe Capparoni. Per tenere le prime celebrazioni pontificali in San Benedetto, tuttavia, Radicioni non attese il termine del restauro, né il decreto autorizzativo della Congregazione dei Vescovi, officiando di propria iniziativa in due comuni chiese cittadine il giovedì santo degli anni 1970 e 1971.
Particolarmente infelice si rivelò, alla luce degli eventi che seguirono, la scelta del vescovo di far costruire un vasto edificio in via Formentini, destinato a divenire l'episcopio della nuova sede sambenedettese. I lavori, iniziati l'8 novembre 1959, si conclusero tre anni dopo, quando fu ultimato il palazzo delle Opere cattoliche. Ma l'iniziativa di Radicioni restò bloccata per un decennio, sicché toccò al successore valutare l'idoneità dell'immobile. All'atto del trasferimento ufficiale della curia (30 settembre 1986), monsignor Chiaretti lo giudicò però inadeguato e gli preferì un'altra sede. Il palazzo vescovile non entrò mai in funzione come tale e fu ceduto a un'impresa edile che provvide a demolirlo (15 giugno 1998), fra le opposte polemiche di chi, a San Benedetto, vi vedeva un pezzo di storia cittadina e di chi, soprattutto nelle due ex sedi, lo riteneva invece un inutile spreco.
Monsignor Radicioni si spense da vescovo emerito il 15 novembre 1988 all'età di 81 anni.

## Genealogia episcopale e successione apostolica
La genealogia episcopale è:
- Cardinale Scipione Rebiba
- Cardinale Giulio Antonio Santori
- Cardinale Girolamo Bernerio, O.P.
- Vescovo Claudio Rangoni
- Arcivescovo Wawrzyniec Gembicki
- Arcivescovo Jan Wężyk
- Vescovo Piotr Gembicki
- Vescovo Jan Gembicki
- Vescovo Bonawentura Madaliński
- Vescovo Jan Małachowski
- Arcivescovo Stanisław Szembek
- Vescovo Felicjan Konstanty Szaniawski
- Vescovo Andrzej Stanisław Załuski
- Arcivescovo Adam Ignacy Komorowski
- Arcivescovo Władysław Aleksander Łubieński
- Vescovo Andrzej Mikołaj Stanisław Kostka Młodziejowski
- Arcivescovo Kasper Kazimierz Cieciszowski
- Vescovo Franciszek Borgiasz Mackiewicz
- Vescovo Michał Piwnicki
- Arcivescovo Ignacy Ludwik Pawłowski
- Arcivescovo Kazimierz Roch Dmochowski
- Arcivescovo Wacław Żyliński
- Vescovo Aleksander Kazimierz Bereśniewicz
- Arcivescovo Szymon Marcin Kozłowski
- Vescovo Mečislovas Leonardas Paliulionis
- Arcivescovo Bolesław Hieronim Kłopotowski
- Arcivescovo Jerzy Józef Elizeusz Szembek
- Vescovo Stanisław Kazimierz Zdzitowiecki
- Cardinale Aleksander Kakowski
- Papa Pio XI
- Cardinale Alfredo Ildefonso Schuster, O.S.B.
- Arcivescovo Egidio Bignamini
- Vescovo Vincenzo Radicioni

La successione apostolica è:
- Vescovo Francesco Amadio (1967)